# La carriera di un libertino
La carriera di un libertino (titolo originale The Rake's Progress) è un'opera lirica di Igor' Fëdorovič Stravinskij su libretto di Wystan Hugh Auden e Chester Kallman.

## Storia
Nel 1947 Stravinskij visitò l'Art Institute of Chicago dove erano esposte una serie di incisioni settecentesche e rimase colpito da un gruppo di otto immagini di William Hogarth intitolate The Rake's Progress che gli suggerirono subito una sequenza di scene d'opera. Già dai primi anni del suo trasferimento negli Stati Uniti Stravinskij pensava di comporre un'opera su testo inglese e questa fu l'occasione per dare avvio al lavoro. Il suo vicino e amico Aldous Huxley  gli suggerì di avvalersi come librettista di Wystan Hugh Auden che iniziò subito a lavorare col musicista per definire l'intreccio e la sceneggiatura. Auden chiamò in seguito a collaborare al libretto l'amico Chester Kallmann e il testo fu terminato nel marzo del 1948. Stravinskij impiegò tre anni per stendere la partitura che finì il sette aprile 1951. La prima rappresentazione avvenne l'11 settembre 1951 a Venezia a La Fenice in coproduzione con il Teatro alla Scala; la direzione fu dello stesso compositore, sostituito nelle repliche successive da Ferdinand Leitner. L'opera riscosse un buon successo di pubblico, ma non entusiasmò molto la critica. Tuttavia oggi è una delle opere più apprezzate e rappresentate di Stravinskij.

## Cast della prima assoluta
| Ruolo                      | Registro vocale | Interpreti della prima 11 settembre 1951 (direttore Igor' Stravinskij) |
| -------------------------- | --------------- | ---------------------------------------------------------------------- |
| Trulove                    | basso           | Raffaele Arié                                                          |
| Anne Trulove               | soprano         | Elisabeth Schwarzkopf                                                  |
| Tom Rakewell               | tenore          | Robert Rounseville                                                     |
| Nick Shadow                | baritono        | Otakar Kraus                                                           |
| Mother Goose               | mezzosoprano    | Nell Tangeman                                                          |
| Baba la Turca              | mezzosoprano    | Jennie Tourel                                                          |
| Sellem                     | tenore          | Hugues Cuénod                                                          |
| Proprietario del manicomio | basso           | Emanuel Mankes                                                         |

## Trama
L'azione si svolge in inghilterra nel XVIII secolo.

### Atto primo
Scena I. Un pomeriggio di primavera Tom Rakewell, giovanotto scapestrato, amoreggia con Anne nel giardino della casa del padre di lei, Trulove. I due giovani parlano esaltando la bellezza della natura e dell'amore. Trulove offre a Tom un lavoro da contabile che il giovane rifiuta perché non ha alcuna voglia di lavorare, infatti confessa che il suo unico desiderio è di diventare ricco. All'improvviso appare uno sconosciuto, Nick Shadow, che rappresenta il diavolo, e che annuncia a Tom la morte di uno zio che lo ha lasciato erede di un cospicuo patrimonio. Nick chiede di restare al suo servizio e il giovane lo assume; Anne intanto ringrazia il cielo per la buona fortuna. Nick invita Tom a stabilirsi a Londra per espletare le pratiche dell'eredità. Il giovane chiede a Nick quale compenso egli desideri per i suoi servizi, ma questi gli dice soltanto che dopo un anno e un giorno Tom giudicherà quanto avrà fatto per lui e solo allora pagherà il dovuto.

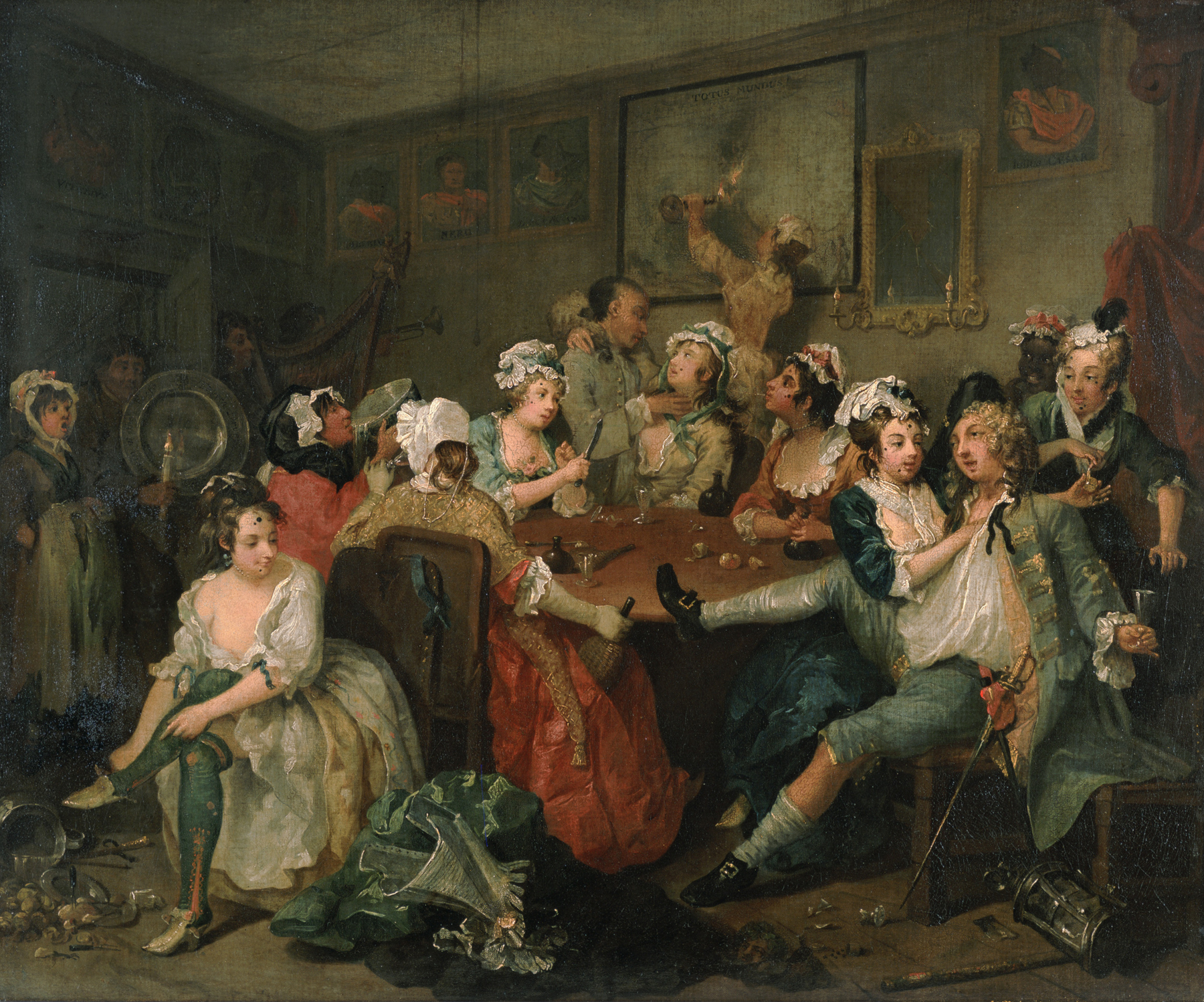
William Hogarth. A Rake's Progress, scena del bordello

Scena II. Nella grande città il giovane, incitato da Shadow, si abbandona ad un'esistenza dissoluta nel bordello di Mother Goose. Nick spiega alla tenutaria come egli si sia mosso per preparare Tom al vizio. Quando l'orologio a cucù suona l'una Shadow fa retrocedere il tempo di un'ora. Vengono presentate a Tom le donne del bordello, ma il giovane si dispera per il suo tradimento e chiede al dio Amore di aiutarlo. Le cortigiane lo invitano, ma Mother Goose lo vuole per sé  e i due si dirigono verso la porta. Nick brinda facendo aTom gli auguri per dolci sogni.
Scena III. Nell'abitazione di campagna di Trulove, in una notte di luna piena, Anne è sconfortata poiché non ha più notizie del fidanzato. Quando il padre la interpella, Anne risponde che non può abbandonare Tom a chi sa quale destino, ribadendo il suo amore, decide di andare a Londra a cercarlo.

### Atto secondo
Scena I. Tom, seduto a un tavolo, esprime tutta la sua noia per la vita di vizi e di piaceri; suggestionato da Shadow, si lascia convincere a sposare Baba "la turca", la donna barbuta del circo così orribile da far svenire anche dei soldati nel vederla. Soltanto così, gli dice l'amico, agendo in piena libertà, con un atto gratuito, potrà essere felice.
Scena II. Anne, giunta a Londra, incontra Tom mentre egli rientra a casa in portantina insieme a Baba che, acclamata dalla folla, mostra la lunga barba nera. Il giovane confessa alla stupefatta Anne che quella è la sua sposa. La giovane, affranta dal dolore, si allontana. 
Scena III. Dopo poco tempo Tom inizia a non sopportare più la moglie petulante e arrogante, al punto che fra i due scoppia una rissa; Tom fa star zitta la moglie mettendole sul capo la sua parrucca rovesciata. Tom si addormenta mentre Nick introduce nella stanza uno strano macchinario; quando Tom si sveglia dice di aver sognato una prodigiosa macchina che può trasformare le pietre in pane. Shadow lo rassicura che il suo sogno è diventato realtà e che egli può fare del bene alla gente liberandola dalle necessità.

### Atto terzo
Scena I. L'impresa si rivela un fallimento e Tom perde tutti i suoi averi che vengono messi all'asta compresa Baba che ha ancora la parrucca in testa; una gran folla si è radunata nella stanza di Tom per assistere all'asta. Quando il banditore inizia la vendita toglie la parrucca dal capo di Baba mentre Tom grida "Vecchie mogli da vendere!". Anne giunge per cercare Tom e Baba la esorta a trovarlo e a farlo, se possibile, rinsavire.
Scena II. In un cimitero. Sono trascorsi ormai un anno e un giorno da quando Shadow aveva preso l'impegno di servire Tom; egli esige perciò il suo compenso e, come Mefistofele, in base al patto stipulato con Tom, pretende da lui l'anima, ma gli dà un'ultima possibilità di salvarsi con una partita ai dadi. Tom, grazie al suo amore per Anne, riesce a sconfiggere Shadow e ad aver salva la vita, ma per scontare le sue colpe perderà la ragione. Nick sprofonda tra le fiamme portando con sé la ragione del giovane.
Scena III. In manicomio, Tom, fuori di senno, si crede Adone, quando Anne lo va a visitare la scambia per Venere e le chiede perdono. Con una dolce ninna nanna Anne riesce a far addormentare Tom. Quando Trulove sopraggiunge e porta via la figlia, Tom, non trovandola più, muore con il cuore spezzato.
Epilogo. Il sipario si chiude con la morale finale cantata dai protagonisti: "Da quando Eva se ne andò con Adamo, il Diavolo trova sempre un lavoro per le mani oziose".

## Analisi
The Rake's Progress è l'opera che segna il culmine ed anche la fine del periodo neoclassico stravinskiano. In ogni aspetto di questo lavoro è evidente lo stampo neoclassico, dalla musica che prende come modello quella del XVIII secolo con le consuete forme chiuse di arie, pezzi di insieme (duetti, terzetti e quartetti), recitativi accompagnati con l'orchestra, recitativi secchi con il clavicembalo, al soggetto, alla struttura drammaturgica che si rifà all'opera buffa settecentesca e in particolare alla trilogia di Mozart/Da Ponte; proprio la citazione quasi letterale di un celebre brano mozartiano all'inizio del primo atto sta a stigmatizzare il clima in cui si muove questa composizione.
L'opera prende avvio con una breve fanfara di trombe e corni poiché Stravinskij non voleva una vera e propria ouverture, ma un semplice segnale di inizio. L'apparizione in scena del diabolico Nick Shadow è sempre stigmatizzata da un arabesque del clavicembalo. I duetti, i terzetti, il quartetto, l'aria e i recitativi che seguono sono di stampo del tutto convenzionale. Dove ritroviamo lo smalto inconfondibile di Stravinskij è nella scena del bordello di Mother Goose quando sia l'orchestra sia il coro di sgualdrine e giovinastri si scatenano, brindando a Venere e a Marte, con una brillantezza arguta che ricorda alcuni brani di Jeu de cartes. Nella terza scena un recitativo ed un'aria cantati da Anne rivelano una musica di grande concentrazione emotiva che dura però poco poiché, con un subitaneo mutamento, l'autore introduce una cabaletta brillante e di grande virtuosismo che fa un po' la parodia di una certa tradizione operistica italiana. Nel secondo atto le arie, i duetti, i terzetti e i recitativi si alternano con la sapiente disposizione già vista nella prima parte dell'opera; da notare la vena aggressiva ed ironica di Stravinskij che si rivela nell'aria cantata da Baba, apparentemente monotona, ma resa grottesca dalla base di un perpetuum mobile meccanico degli archi e dei clarinetti. Il terzo atto costituisce il momento culminante sia dal punto di vista musicale che drammatico di tutta l'opera; Stravinskij ripropone l'alternanza di scene via via grottesche (la vendita all'asta condotta con chiaro intento caricaturale marcato dall'ossessivo suono vibrato di una tromba), poi drammatiche (la partita a carte tra Tom e Nick sottolineata dall'implacabile e metallico suono del clavicembalo solo, dove l'autore sovrappone agli arpeggi bitonali continui incroci politonali, rendendo così l'ostinato perpetuo dello strumento come un diabolico accompagnamento all'evolversi dell'azione), all'ultima di toccante sensibilità dove Anne canta una ninna nanna semplice, ma di grande tenerezza e dolcezza.

## Organico orchestrale
Due flauti (2º anche ottavino), due oboi (2º anche corno inglese), due clarinetti in Si bemolle, due fagotti, due corni in Fa, tre trombe in Si bemolle, timpani, clavicembalo (sostituibile col pianoforte), archi.

## Discografia parziale
| Anno | Cantanti (Tom Rakewll, Nick Shadow, Anne Trulove, Baba la Turca)  | Direttore           | Etichetta           |
| ---- | ----------------------------------------------------------------- | ------------------- | ------------------- |
| 1953 | Eugene Conley, Mac Harrell, Hilde Güden, Blanche Thebom           | Igor' Stravinskij   | Naxos               |
| 1964 | Alexander Young, John Reardon, Judith Raskin, Regina Sarfaty      | Igor' Stravinskij   | Sony                |
| 1983 | Philip Langridge, Samuel Ramey, Cathryn Pope, Sarah Walker        | Riccardo Chailly    | Decca               |
| 1995 | Anthony Rolfe-Johnson, Paul Plishka, Sylvia McNair, Jane Henschel | Seiji Ozawa         | Philips             |
| 1995 | Jerry Hadley, Samuel Ramey, Dawn Upshaw, Grace Bumbry             | Kent Nagano         | Erato               |
| 1997 | Ian Bostridge, Bryn Terfel, Deborah York, Anne Sofie von Otter    | John Eliot Gardiner | Deutsche Grammophon |